# Йёрпеланн
Йёрпеланн (норв. Jørpeland) — город, центр коммуны Странн провинции Ругаланн, Норвегия. Город расположен на западном побережье Норвегии, примерно в 20 км к северо-востоку от города Ставангер. Через город проходит 13-я норвежская национальная автодорога.

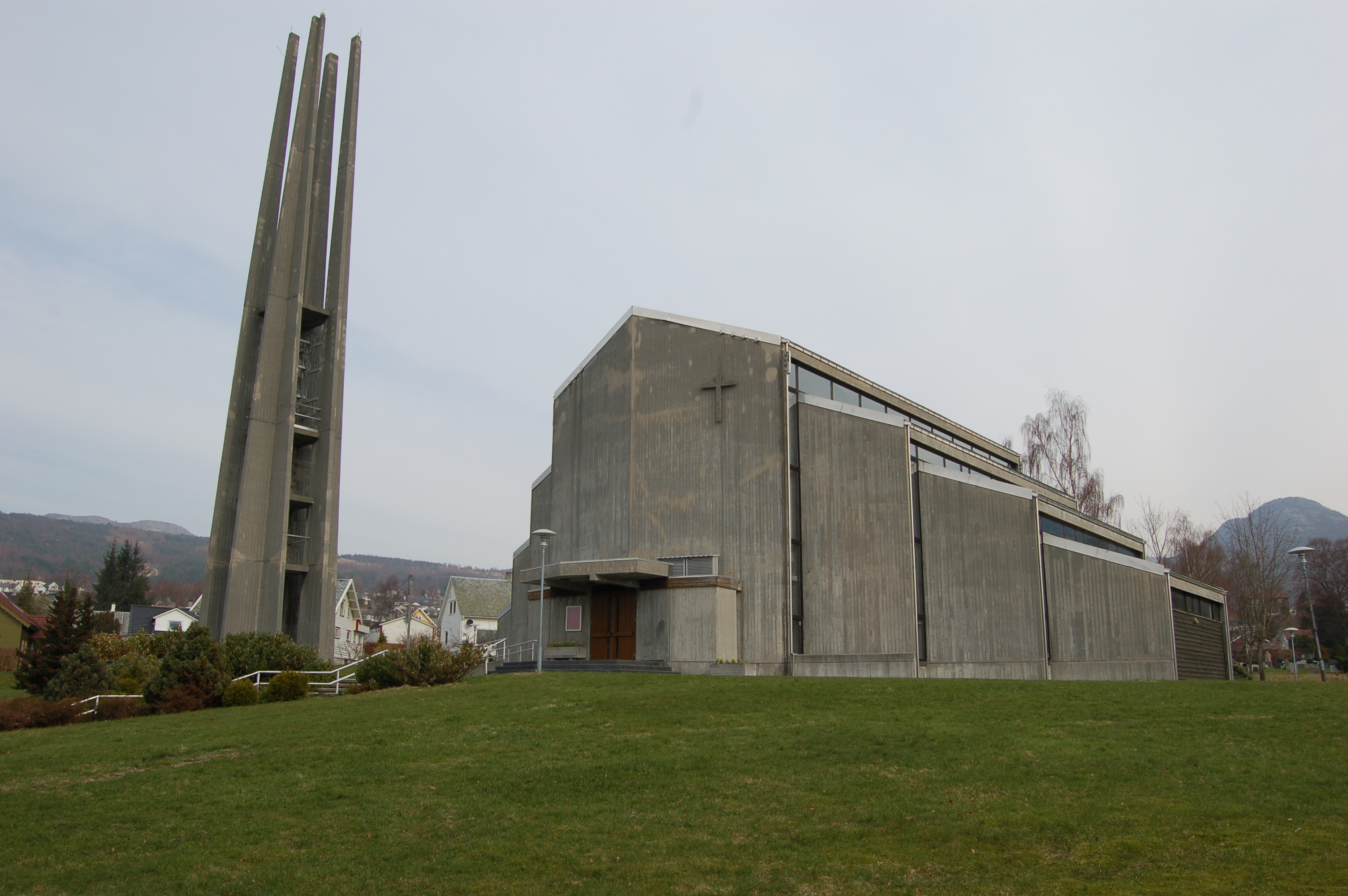
Местная приходская церковь

В городе, расположенном на площади 4,09 квадратных километра проживает население в 6 948 человек (2015), плотность населения 1699 человек на квадратный километр. Йёрпеланн также известен как «город скалы-кафедры», потому как это самый ближайший город к утёсу Прекестулен, привлекающему туристов со всего мира. Прекестулен это огромная скала с видом на Люсе-фьорд, расположена примерно в 10 км к юго-востоку от города.
Йёрпеланн получил статус города 1 апреля 1998 года, до этого времени он считался большой деревней. Город разделен на девять районов: Лейте, Барка, Тунгланд, Барквед, Йёссанг, Фёрланд, Лангеланд, Грённеволь и Фьелде. Река Йорпеландсана проходит через город и впадает в фьорд на южной стороне города.